# Fuel to the Flames
Fuel to the Flames – ósmy studyjny album niemieckiego zespołu Bonfire, wydany w 1999 roku przez BMG International na CD. Singlem promującym album był utwór „Goodnight Amanda”.

## Lista utworów
1. "Daytona Nights" (3:51)
2. "Don't Go Changing Me" (3:41)
3. "Proud Of My Country" (4:57)
4. "Sweet Home Alabama" (4:09)
5. "Rebel Pride" (5:08)
6. "Goodnight Amanda" (5:23)
7. "Ode An Die Freude" (1:01)
8. "Thumbs Up For Europe" (3:47)
9. "Bandit Of Love" (4:43)
10. "Break Down The Walls" (5:10)
11. "Heat In The Glow" (3:37)
12. "Life After Love" (5:47)
13. "If It Wasn't For You" (5:04)
14. "Can't Stop Rockin'" (3:31)

## Wykonawcy
- Claus Lessmann – wokal, gitara akustyczna
- Hans Ziller – gitary elektryczne i akustyczne
- Chris Lausmann – gitary, instrumenty klawiszowe
- Uwe Köhler – gitara basowa
- Jürgen Wiehler – perkusja